# Dead by Sunrise
Dead by Sunrise – rockowy projekt muzyczny wokalisty zespołu Linkin Park, Chestera Benningtona. W zespole grali także: gitarzyści Amir Derakh i Ryan Shuck, basista Brandon Belsky, perkusista Elias Andra oraz klawiszowiec Anthony Valcic. Debiutancka płyta Dead by Sunrise Out of Ashes została wydana 13 października 2009 roku.

## Muzycy
- Chester Bennington – wokal, gitara
- Ryan Shuck – gitara, wokal wspierający
- Amir Derakh – gitara
- Brandon Belsky – gitara basowa
- Elias Andra(inne języki) – perkusja
- Anthony Valcic(inne języki) – instrumenty klawiszowe

## Dyskografia
Albumy studyjne 
- Out of Ashes (13 października 2009)

 Single 
- Crawl Back In (18 sierpnia 2009)
- Let Down (2009)
- Inside of Me (2010)